# La Noce (film, 2000)
Pour les articles homonymes, voir La Noce.
Pour plus de détails, voir Fiche technique et Distribution.
La Noce (Свадьба, Svadba) est un film russe réalisé par Pavel Lounguine, sorti en 2000.

## Synopsis
Dans un petit village près de Moscou, Michka s'apprête à épouser Tanya, son amour d'enfance.

## Fiche technique
- Titre : La Noce
- Titre original : Свадьба, Svadba
- Réalisation : Pavel Lounguine
- Scénario : Pavel Lounguine et Aleksandr Galin
- Pays d'origine : Russie
- Production : Mosfilm
- Format : Couleurs - 1,66:1 - DTS - 35 mm
- Genre : Comédie dramatique
- Durée : 114 minutes
- Date de sortie : 2000

## Distribution
- Marat Bacharov : Mishka
- Maria Mironova : Tanya
- Andreï Panine : Garkusha, rôle pour lequel il remporte le prix du meilleur acteur aux Golden Ram ainsi qu'au Festival du cinéma russe à Honfleur
- Alexander Semchev : Borzov
- Vladimir Simonov : Borodin
- Maria Golubkina : Sveta
- Natali Koliakanova : Rimma
- Elena Novikova : Zoika
- Oleg Esaulenko : Svetlanov
- Marina Golub : cafetier
- Vladimir Kashpur : grand-père
- Nadejda Markina : Valka
- Alexeï Panine : milicien
- Galina Petrova : mère
- Pavel Polmatov : Tolya
- Ilya Rutberg : Kamussidi
- Vladimir Salnikov : père

## Distinctions
- Festival de Cannes 2000 : Prix d'interprétation pour l'ensemble des comédiens